# Aliona Prokopenko
Aliona Yúrievna Prokopenko –en ruso, Алёна Юрьевна Прокопенко– (San Petersburgo, 29 de septiembre de 1992) es una deportista rusa que compite en judo.
En los Juegos Europeos de Minsk 2019 consiguió una medalla de oro en la prueba de equipo mixto. Ganó dos medallas de bronce en el Campeonato Europeo de Judo por Equipo Mixto, en los años 2018 y 2021.

## Palmarés internacional
| Juegos Europeos                     | Juegos Europeos       | Juegos Europeos   | Juegos Europeos |
| Año                                 | Lugar                 | Medalla           | Categoría       |
| ----------------------------------- | --------------------- | ----------------- | --------------- |
| 2019                                | Minsk (Bielorrusia)   | Medalla de oro    | Equipo mixto    |
| Campeonato Europeo por Equipo Mixto |                       |                   |                 |
| Año                                 | Lugar                 | Medalla           | Categoría       |
| 2018                                | Ekaterimburgo (Rusia) | Medalla de bronce | Equipo mixto    |
| 2021                                | Ufá (Rusia)           | Medalla de bronce | Equipo mixto    |